# Sommer-Paralympics 2016/Teilnehmer (Mosambik)
| stlisierte Goldmedaille | stlisierte Silbermedaille | stlisierte Bronzemedaille |
| ----------------------- | ------------------------- | ------------------------- |
| —                       | —                         | 1                         |

Mosambik entsendete zu den Paralympischen Sommerspielen 2016 in Rio de Janeiro (7. bis 18. September) eine Athletin.  

## Teilnehmer nach Sportart

### Leichtathletik
Edmilsa Governo gewann über 400 Meter in der Klasse T12 die Bronzemedaille. Es war die erste Medaille, die eine Sportlerin aus Mosambik bei den Paralympischen Spielen gewinnen konnte. Außerdem stellte sie über 100 Meter einen neuen Kontinentalrekord auf.
| Athleten        | Wettbewerb | Vorlauf/Vorkampf | Vorlauf/Vorkampf | Halbfinale | Halbfinale | Finale        | Finale        | Rang          |
| Athleten        | Wettbewerb | Zeit/Weite       | Rang             | Zeit/Weite | Rang       | Zeit/Weite    | Rang          | Rang          |
| --------------- | ---------- | ---------------- | ---------------- | ---------- | ---------- | ------------- | ------------- | ------------- |
| Frauen          |            |                  |                  |            |            |               |               |               |
| Edmilsa Governo | 100 m T12  | 12,65 s          | 3                | 12,35 s    | 3          | ausgeschieden | ausgeschieden | ausgeschieden |
| Edmilsa Governo | 400 m T12  | 54,94 s          | 2                | –          | –          | 53,89 s       | 3             | Bronze        |